# أيمن الهندي
أيمن الهندي (من مواليد 24 يناير 1964) أستاذ ومدير قسم البحث الترجمي في قسم أمراض النساء والولادة بجامعة إلينوي / شيكاغو منذ يناير 2018. سابقا كان يعمل بجامعة أوغستا حتى انتقل إلى جامعة إلينوي. تخصصه الطبي هو طب التوليد وأمراض النساء، لا سيما في مجالات «العلاج بالخلايا الجينية / الجذعية» و «علم الوراثة التناسلية» و «بيولوجيا الخلايا الجذعية».

## الخلفية التعليمية
حصل على دكتوراه في الطب من كلية الطب جامعة الزقازيق. بدأ ممارسة الطب كمتدرب في جامعة بنها في عام 1987 ثم حصل على الدكتوراه في (DNA - المختبر) من جامعة توركو،  في عام 1992 ؛ وحصل على درجة زميل أبحاث ما بعد الدكتوراه في علم الوراثة البشرية من جامعة ماكماستر في عام 1994 

## مجالات التخصص
تجديد فشل المبايض المبكر بالخلايا الجذعية (ROSE) هو مشروع د.هندي.
ثم أكد أيمن دراساته لتحسين الرعاية الصحية للمرأة وإزالة التفاوت الصحي. ووجه انتباهه إلى مركز علاج وبحث الأورام الليفية الرحمية.

## الأوسمة والجوائز
- 2018 Pfizer Award جائزة مقدم رئيس SRI [7]
- جائزة ستار 2018، الجمعية الأمريكية للطب التناسلي (ASRM) [8]
- جائزة أفضل ملصق، جمعية التحقيقات الإنجابية (SRI) [9]
- جائزة الإنجاز الرئاسي 2015
- جائزة IRA و ESTER ROSENWAKS محقق جديد [10]
- جائزة الباحث الشاب، سان دييغو، كاليفورنيا 1990 [11]